# Messagerie web
Pour un article plus général, voir Client de messagerie.
Une messagerie web, webmail, courriel web ou portail de messagerie est une interface web rendant possible l'émission, la consultation et la manipulation de courriers électroniques directement sur le Web depuis un navigateur. C'est un client de messagerie qui s'exécute sur un serveur web. Il effectue l'interface entre l'utilisateur et le serveur de messagerie, à travers un navigateur web.

## Histoire
Les fournisseurs d'accès à Internet (FAI) ont été de plus en plus nombreux à proposer un service webmail depuis 2005 environ. En 2009, tous en fournissent. Les nouveaux abonnés sont incités à l'utiliser plutôt qu'un logiciel client, ce qui présente deux avantages : moins de virus, moins de publicité.
Les opérateurs de réseau mobile ont suivi à la fin des années 2000 en permettant l'accès au webmail depuis les smartphones de leurs clients via les réseaux mobile 3G ou 4G. Ce service est proposé en alternative à des applications exécutées sur le smartphone et faisant office de clients de messagerie.

## Avantages et inconvénients
Le principal avantage du webmail pour l'utilisateur est l'absence d'installation et de configuration d'un logiciel spécialisé sur sa machine. Il permet de remplacer les logiciels installés localement sur un ordinateur personnel. Cependant il devient dépendant de la performance et de la rapidité du réseau, en particulier si le nombre et la taille des messages et pièces jointes sont importants.
Les messageries web ont aussi des inconvénients :
- la distance, ainsi en cas de panne connexion internet (celle de l'utilisateur final, ou l'un des intermédiaires du réseau Internet) toute la correspondance est indisponible.
- le risque de perte de confidentialité de vos messages (du fait du fournisseur Webmail, ou du fait d'un des membres du réseau Internet par lequel transitent le trafic entre le navigateur web et le serveur webmail). En 2012 encore, en matière de confidentialité, envoyer un email (via webmail ou pas) revient à écrire sa lettre au dos d'une carte postale : tous les intermédiaires ont la possibilité de la lire. Voir chiffrement des données, SSL (Transport Layer Security).
- le modèle économique des webmail gratuits : que savez-vous de l'utilisation qui est (ou sera) faite de vos données. Voir gratuité (économie).
- l'utilisation avec un simple logiciel navigateur web, permet d'accéder à son webmail depuis presque tout ordinateur connecté à Internet, ce qui augmente le risque d'utiliser un ordinateur mal sécurisé et infecté par un logiciel espion qui relève le mot de passe utilisé.
- le webmail favorise l'accumulation des messages et pièces attachées sur les serveurs, conduisant à un coût écologique élevé lié au stockage (électricité et usure des machines), beaucoup plus élevé qu'avec une solution de type "client de messagerie". Chaque utilisateur utilise souvent un espace de stockage de plusieurs Go (gigas-octets), pendant des périodes qui se comptent parfois en années. Une très grande partie de ces données est inutilisée, en raison d'une accumulation beaucoup plus rapide que les opérations de nettoyage, elles-mêmes très longues et fastidieuses.

L’utilisation de plusieurs langues ou de symboles mathématiques (Courriel et Unicode) ne sont pas supportés correctement par certains webmails.

## Typologie
On peut distinguer deux types de webmail :
- d'une part les webmails développés par les fournisseurs de messageries, qu'ils utilisent souvent exclusivement (Gmail, Windows Live Hotmail ou Yahoo! Mail)
- et d'autre part les applications webmails développées indépendamment, pouvant être proposées par différents fournisseurs de messagerie à l'instar de Zimbra, Outlook Web Access, IMP/Horde ou SquirrelMail ou pouvant être installées par une entreprise pour ses employés.

## Environnement et numérique
La pollution numérique et son  impact environnemental est complexe. L'usage numérique peut « participer à la limitation de nos émissions de gaz
à effet de serre », mais il faut aussi examiner « leurs conséquences en
matière de consommation » d'énergie.

## Prestataires de messagerie
- AOL Mail, ouvert à tous les internautes. La messagerie intégrait la messagerie instantanée AIM[6]. AOL appartient depuis 2015 à Verizon
- Free, le fournisseur d'accès à Internet utilise trois types de logiciels de messagerie web[7].
- Gmail, compatible avec les courriels en Unicode utf 8, et en HTML, autant en émission qu’en réception. La messagerie intègre la messagerie instantanée Google Talk et permet de lire directement les documents attachés aux formats les plus courants, même propriétaires.
- GMX, messagerie web leader en Allemagne (mais dont les centres de données sont situés sur le sol américain[8]) ayant pris le relai de CaraMail à la suite de la fermeture de ce dernier. Il propose l'import de plusieurs messageries, la synchronisation POP3 et IMAP ainsi que l'envoi de pièces jointes de 50 Mo.
- gozmail, service de messagerie et IMAP/SMTP associatif, hébergé en Bretagne.
- iCloud, le service dans les nuages d'Apple.
- LaPoste.net est compatible avec l’encodage UTF-8.
- Mailfence, le service propose POP/IMAP et Exchange ActiveSync mais aussi la possibilité d'utiliser son propre nom de domaine. Les utilisateurs peuvent envoyer des courriels en format texte ou en format texte enrichi, classer les messages dans des dossiers ou les catégoriser avec des tags, créer des signatures automatiques ainsi que des alias.
- Mailo (ex Net-C et NetCourrier), quota de 1 Go en IMAP (version gratuite), pas de POP3 en gratuit, antivirus et antispam inclus, envoi de pièces jointes de 25 Mo (version gratuite), agenda, Cloud (500 Mo dans la version gratuite), Serveurs en France[9]
- Newmanity, engagement écologique[10], seul l'IMAP est proposé (pas de POP3), un agenda, un album.
- No-log, associatif.
- Outlook.com (ex-Windows Live Hotmail), avec intégration du service de messagerie instantanée Windows Live Messenger (ex-MSN Messenger).
- Posteo, basé uniquement sur des logiciels open source et utilise de l'énergie verte.
- ProtonMail, chiffré de bout en bout, soumis à la juridiction suisse garantissant la confidentialité et non à celle de l'UE ou celle des États-Unis d'Amérique
- Tutanota, Open source et chiffré de bout en bout. Ne peut pas s'utiliser sur client de messagerie.
- Yahoo!, avec intégration du service de messagerie instantanée Yahoo! Messenger. Yahoo! appartient depuis 2016 à Verizon

## Logiciels serveurs de messagerie web

### Libre

#### Messagerie web uniquement
- Internet Messaging Program
- Mailpile
- NOCC
- RainLoop
- Roundcube
- SquirrelMail
- Tutanota

#### Groupware: messagerie web + autres fonctionnalités
- Horde
- phpGroupWare
- SOGo
- Zimbra

### Propriétaire
- ContactOffice
- Outlook Web Access (module de Microsoft Exchange Server)

## Sécurité des informations
En 2010, un article paru sur ZDNet France posait la question « Les députés devraient-ils être sensibilisés à la sécurité informatique ? » car « De nombreux députés utilisent des services grand public comme le webmail. Or, l’accès à ces comptes de messagerie est souvent facile à obtenir en exploitant le système de restauration de mot de passe. Deux députés en ont récemment fait les frais. »
En juin 2013, avec un article du quotidien britannique The Guardian basé sur les révélations de l'informaticien Edward Snowden, éclate le scandale relatif à PRISM, le dispositif américain de surveillance des communications électroniques mis en place après les attentats du 11 septembre 2001 sur les États-Unis. À ce jour[Quand ?], la portée réelle du dispositif PRISM n'est pas encore clairement établie. Les responsables du renseignement américain (NSA), ainsi que le président Obama, ont implicitement avoué que ce dispositif ciblait officiellement les non-américains[réf. nécessaire], créant de ce fait une distinction entre les webmails basés aux États-Unis et ceux qui sont basés ailleurs dans le monde[réf. nécessaire].